# Stockholms kustartilleriförsvar
Stockholms kustartilleriförsvar (SK) var en kustartilleriförsvarsstab inom svenska marinen som verkade i olika former åren 1942–1990. Förbandsledningen var förlagd i Vaxholms garnison i Vaxholm.

## Historik
Genom försvarsbeslutet 1942 övergick kustartilleriet från fästningsförsvar till kustförsvar. Därmed utgick begreppet fästning ur freds- och krigsorganisationen. Den 1 oktober 1942 bildades tre kustartilleriförsvarsstaber med tillhörande geografiska kustområde, vilket motsvarade ett marindistrikt. Kustartilleriförsvarsstaberna var organisatoriskt underställda ett marindistrikt, men hade princip samma särställning som arméns försvarsområdesstaber. Inom Ostkustens marindistrikt bildades Stockholms kustartilleriförsvar (SK). Chefen för Stockholms kustartilleriförsvar var från den 1 oktober 1942 även chef för Vaxholms försvarsområde (Fo 46).
Inför den så kallade OLLI-reformen, vilken genomfördes inom försvaret åren 1973–1975, föreslog överbefälhavaren 1974 att Vaxholms försvarsområde (Fo 46) skulle avskiljas från Stockholms kustartilleriförsvar (SK). För att istället i freds- och krigstid vara underställd chefen för Stockholms försvarsområde (Fo 44). Dock ansåg överbefälhavaren att Stockholms kustartilleriförsvar fortfarande skulle bibehålla sitt mobiliseringsansvar för kustartilleriet. Från den 1 juli 1975 började den nya organisationen att gälla.
År 1979 föreslog Försvarets fredsorganisationsutredning (FFU) att sammanslå Stockholms kustartilleriförsvar(SK) och Vaxholms kustartilleriregemente (KA 1) till en myndighet. Det med bakgrund till att vissa stabsfunktioner kunde renodlas eller effektiviseras, vilket i förlängningen gav ekonomiska besparingar i form av en mindre personalkår. Dock så ansåg FFU att det först borde ske en utredning om hur en sammanslagning skulle påverka försvaret.
Inför försvarsbeslutet 1982 föreslog både överbefälhavaren, ett förslag som delades av den parlamentariska försvarskommittén, att sammanslå Stockholms kustartilleriförsvar (SK) och Vaxholms kustartilleriregemente (KA 1) till en myndighet. Bakgrunden till förslaget var att få en stringent organisation inom kustartilleriet, genom att stabsorganisationer reducerades eller sammanslogs och en istället utöka utbildningsorganisationen. Enligt överbefälhavarens förslag skulle förändringen genomförts senast till 1985.
Åren 1986 och 1990 gjordes en förändring inom marinens lägre regionala ledningsnivå, där kustartilleriförsvarsstaberna sammanslogs regionvis med örlogsbaserna. Den nya myndigheten som bildades genom sammanslagningarna kom att benämnas marinkommando. Därmed kom samtliga marina stridskrafter inom respektive geografiska område ledas av en gemensam chef. På ostkusten kom därmed Stockholms kustartilleriförsvar med Vaxholms kustartilleriregemente (SK/KA 1) och Ostkustens örlogsbas (ÖrlB O) att sammanslås och bildade den 1 juli 1990 Ostkustens marinkommando (MKO). Ostkustens marinkommando förlade sin förbandsledning till Muskö örlogsbas. Stockholms kustartilleriförsvar med Vaxholms kustartilleriregemente (SK/KA 1) kom därmed att upplösas som myndighet och förband och delar ur kustartilleriförsvarsstaben omlokaliserades rätt omgående till Muskö, medan andra delar blev kvar i Vaxholm innan de omlokaliserades till garnisonsområdet på Rindö.

## Verksamhet
Stockholms kustartilleriförsvar var en marin myndighet med ansvar för mobilisering och ledning av kustartilleriförbanden i Stockholms skärgårdar. Stockholms kustartilleriförsvar leddes av en kustartilleriförsvarschef, tillika försvarsområdesbefälhavare och i denna egenskap territoriell chef. Som försvarsområdesbefälhavare hade kustartilleriförsvarschefen samma ansvar och lydnadsförhållanden som försvarsområdesbefälhavare ur armén. Stab och förvaltning var i dessa fall fram till 1975 gemensamma för kustartilleriförsvar och försvarsområde. Från den 1 juli 1975 upphörde chefen för Stockholms kustartilleriförsvar att även vara försvarsområdesbefälhavare och titulerades endast kustartilleriförsvarschef. Dock kvarstod ett flertal försvarsområdesuppgifter kvarstå inom hans område. Bland annat ansvarade han för mobilisering och militära skyddsområden på Singö, Söderarm, östra Sandhamn, västra Sandhamn, Mörtö-Bunsö, Huvudskär, Muskö och Landsorts militära skyddsområden.

## Förläggningar och övningsplatser
Stockholms kustartilleriförsvar bildades var staben med förbandsledning inledningsvis lokaliserade till Vaxholms fästning. Från den 4 december 1944 kom staben samlokaliserad med staben för Vaxholms försvarsområde (Fo 46) i den gamla ingenjörkasernen på Kungsgatan (nuvarande adress Johannesbergsvägen). Ingenjörkasernen hade uppförts 1907 som kasern för 5. kompaniet ur Svea ingenjörkår (Ing 1). Efter att kompaniet upplöstes den 30 september 1939 stod den tom till och från fram till 1944. Åren 1990–1994 avvecklades verksamheten vid Johannesbergsvägen. Åren 2004–2005 blev kasernen återigen känd, det genom den så kallade Vaxholmskonflikten. Kasernen är sedan dess ombyggd till skola, Söderfjärdsskolan.

## Förbandschefer
Förbandschefen titulerades kustartilleriförsvarschef och hade åren 1967–1990 tjänstegraden överste av första graden. Åren 1942–1975 innehade kustartilleriförsvarschefen även befattningen försvarsområdesbefälhavare.

- 1942–1946: Generalmajor Harald Engblom
- 1946–1953: Överste Rudolf Kolmodin
- 1953–1957: Överste Sten Puke
- 1957–1963: Överste Sven Haglund
- 1963–1967: Överste Bertil Larsson
- 1967–1977: Överste av 1. graden Curt Karlberg
- 1977–1982: Överste av 1. graden Sven-Åke Adler
- 1982–1985: Överste av 1. graden Lars Hansson
- 1985–1990: Överste av 1. graden Urban Sobéus

## Namn, beteckning och förläggningsort
| Vaxholms försvarsområde och Stockholms kustartilleriförsvar         | 1942-10-01  | – | 1975-06-30  |
| Stockholms kustartilleriförsvar                                     | 1975-07-01  | – | 1984-12-31? |
| Stockholms kustartilleriförsvar med Vaxholms kustartilleriregemente | 1985-01-01? | – | 1990-06-30  |

| Fo 46/SK | 1942-10-01  | – | 1975-06-30  |
| SK       | 1975-07-01  | – | 1984-12-31? |
| SK/KA 1  | 1985-01-01? | – | 1990-06-30  |

| Vaxholms garnison (F) | 1942-10-01 | – | 1990-06-30 |

## Galleri

Stockholms kustartilleriförsvars stabsbyggnad i Vaxholm
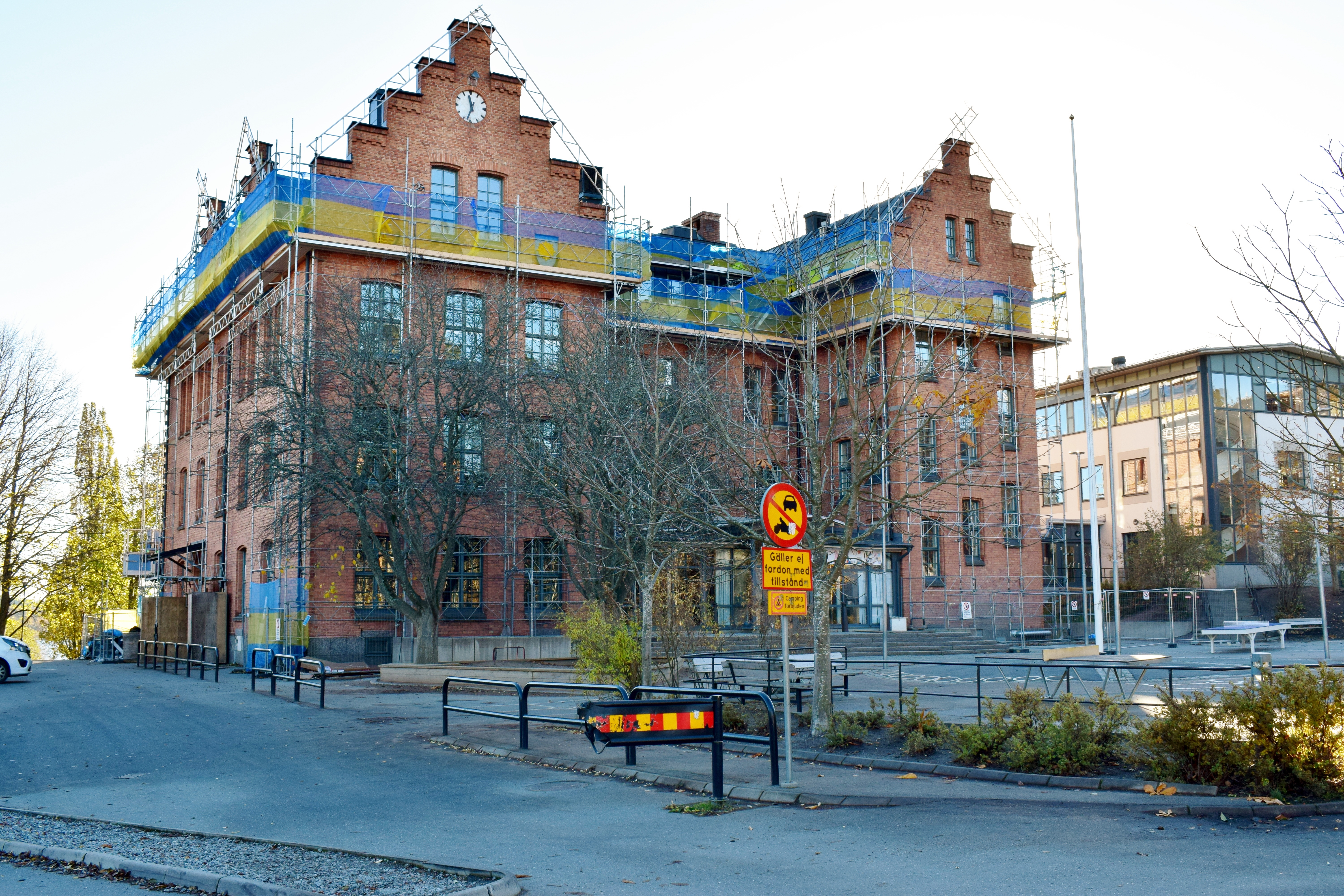
År 2018
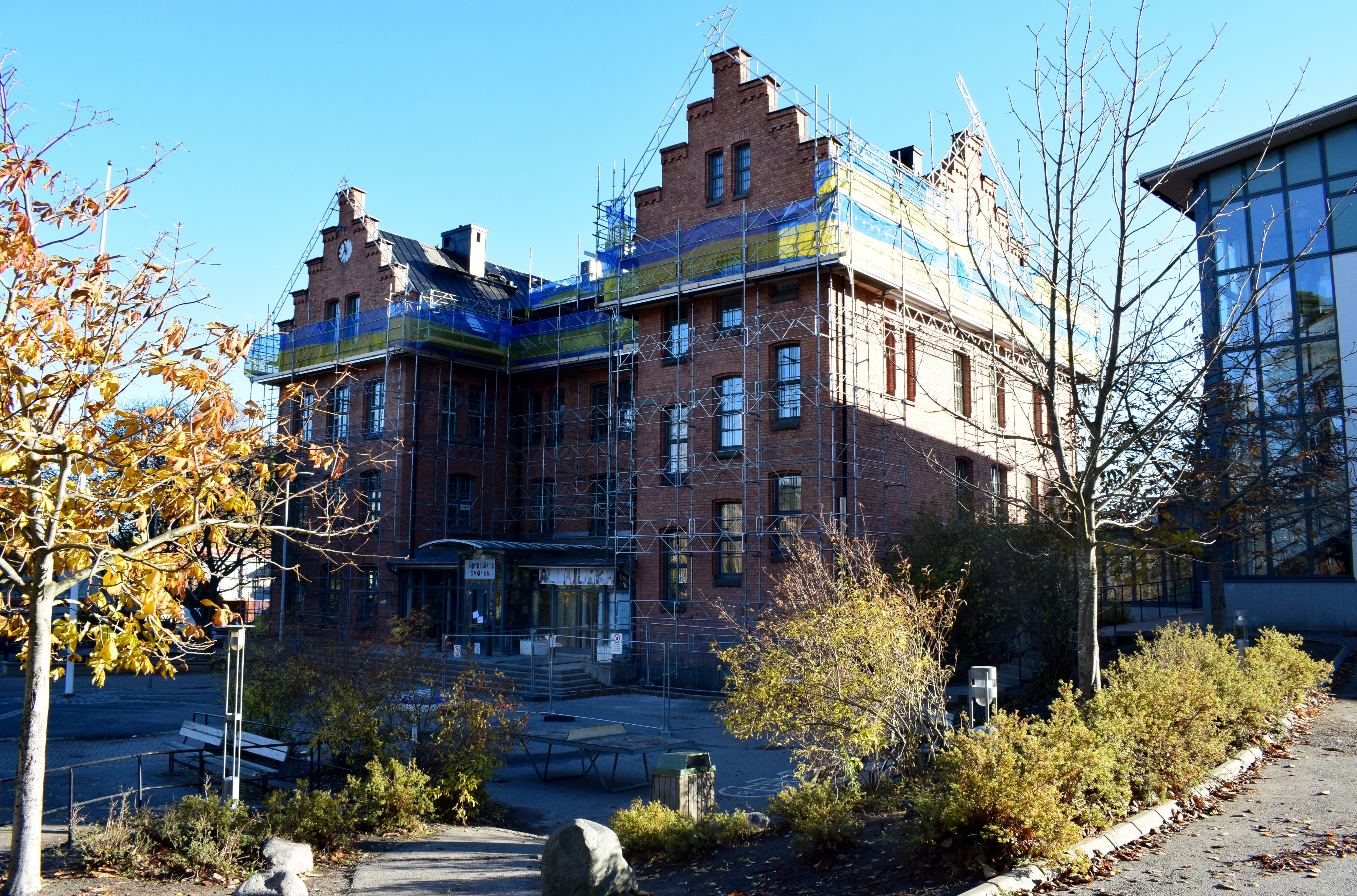
År 2018
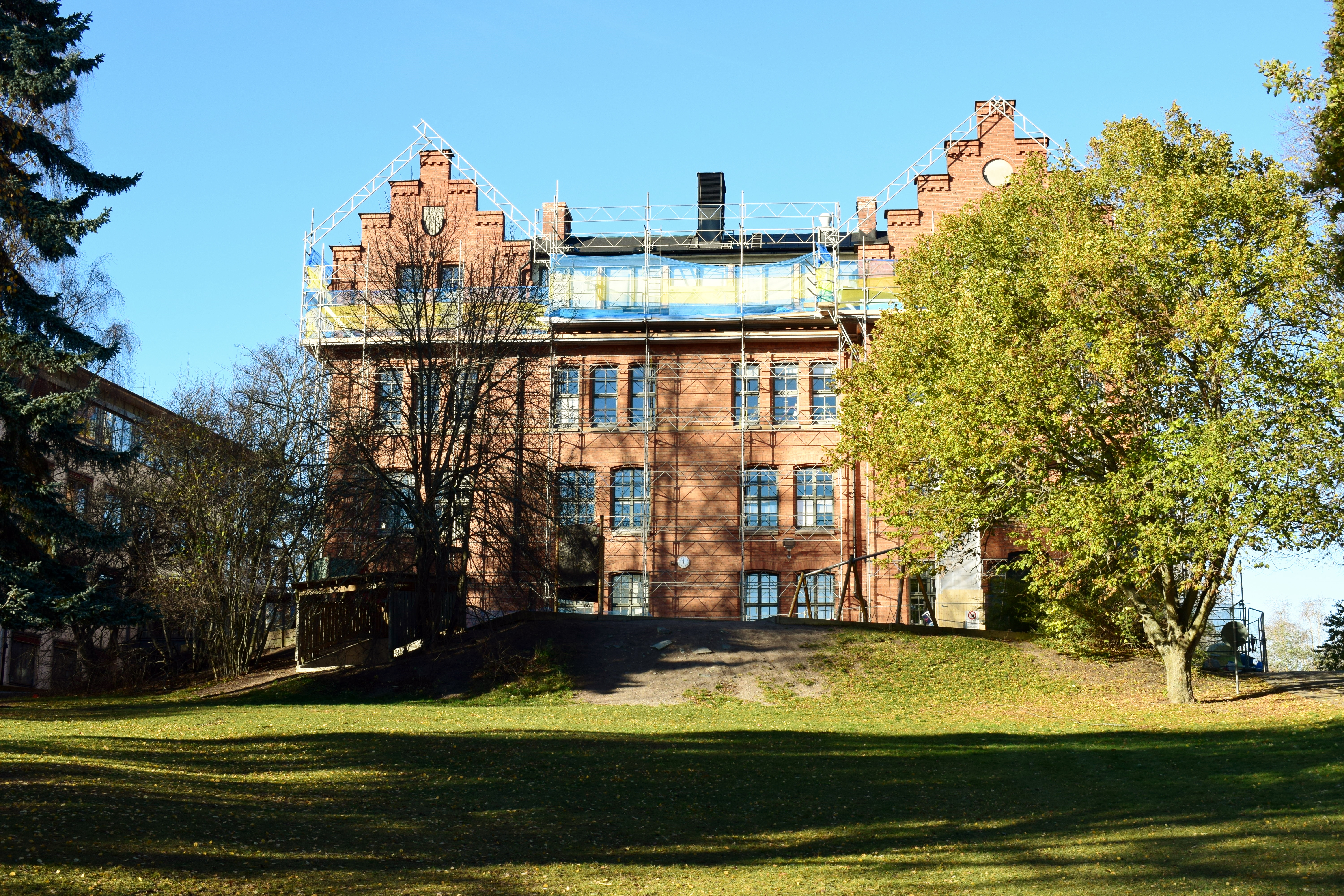
År 2018
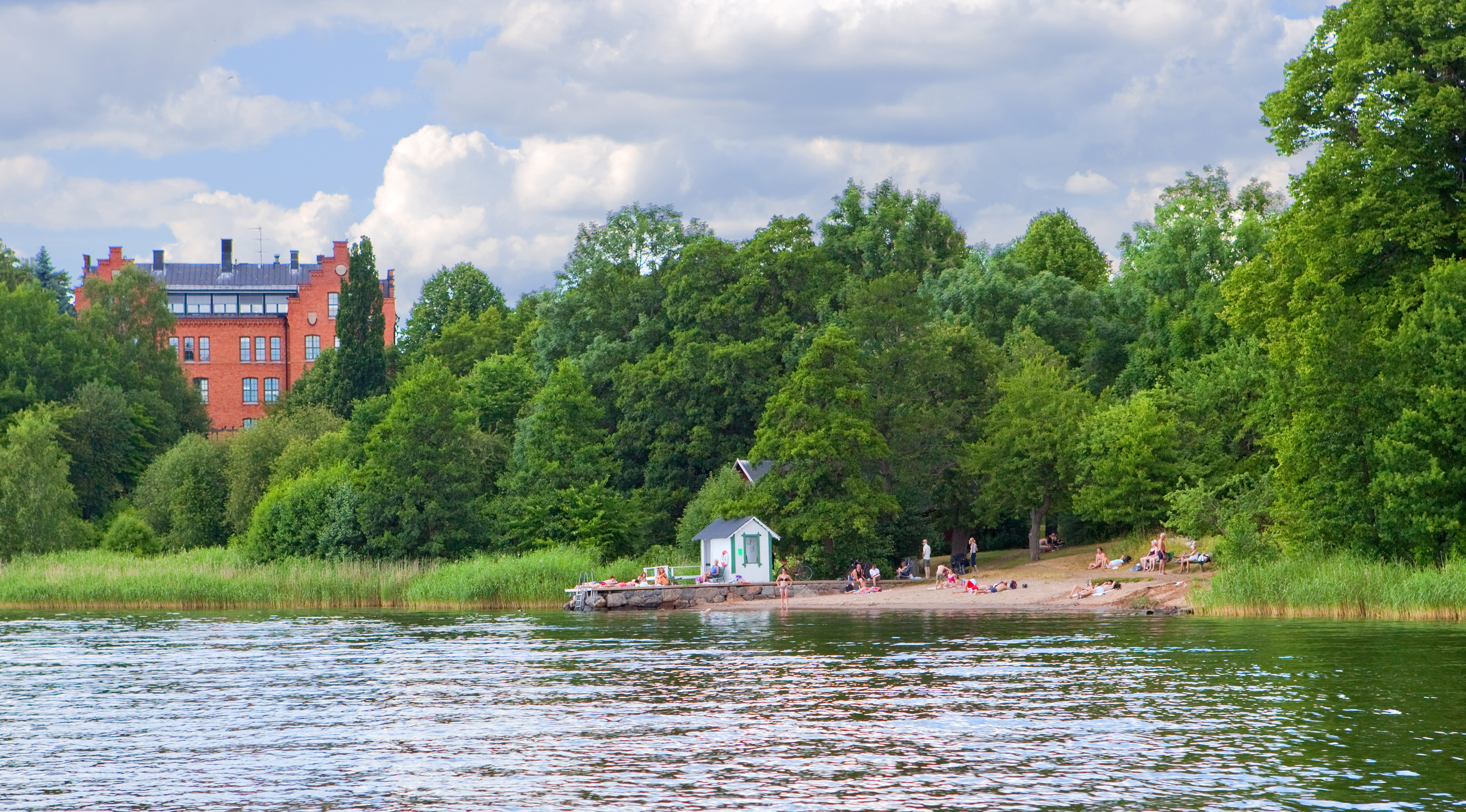
År 2010